# Media Permata
 (mars 2019).
 (juillet 2021).
Si vous disposez d'ouvrages ou d'articles de référence ou si vous connaissez des sites web de qualité traitant du thème abordé ici, merci de compléter l'article en donnant les références utiles à sa vérifiabilité et en les liant à la section « Notes et références ».
Media Permata est un journal en langue malaise publié du lundi au samedi au Brunei par le Brunei Press Sdn Bhd. L'édition du samedi présente un encart spécial de 16 pages appelé Suasana qui propose des informations sur le mode de vie et les loisirs.